# Toshihiko Seki
Toshihiko Seki (関 俊彦, Seki Toshihiko), né le 11 juin 1962 à Tochigi, est un seiyū japonais.

## Albums
- Kicks on the Way

## Rôles notables
- .hack//Liminality : Ichiro Sato (série de OAV)
- Ai no Kusabi : Riki
- Bleach : Aaroniero Arleri (Espada), Kaien Shiba
- Demon Slayer: Kimetsu no Yaiba : Kibutsuji Muzan
- Gensou Maden Saiyuki Reload : Genjo Sanzo
- Gundam SEED : La Luu Kuruze
- Gundam Wing : Duo Maxwell
- L'Habitant de l'infini : Sôri sensei
- Hameln no violin-hiki : Raiel (seulement dans le film, pas dans l'anime)
- Higurashi no naku koro ni : Kyōsuke Irie
- Irresponsible captain Tylor : Ru Baraba Dom
- Kamen Rider Den-O : Momotaros
- Kill la Kill : Senketsu
- Mai-HiME : Reito Kanzaki
- Mai-OtoHiME : Rad
- Meine Liebe : Ludwig Herzog von Mohn nahe Liechtenstein
- Mob Psycho 100 : Musashi Goda
- Naruto : Iruka Umino
- Ninja scroll : Yurimaru
- One Piece : Duval
- Paranoia Agent : Maniwa
- Ranma ½ : Mousse
- RahXephon : Makoto Isshiki
- Saint Seiya : Fenrir
- Saint Seiya Hades : Milo du Scorpion
- Saint Seiya: Soul of Gold : Milo du Scorpion
- Saint Seiya: The Lost Canvas : Sage du Cancer (Grand Pope)
- Saiyuki : Genjyo Sanzo
- Shurato : Shuraô Shurato
- Trigun : Legato Bluesummers
- X : Shôgo
- Hunter × Hunter : Wing

## Jeux vidéo
- Genshin Impact : Il Dottore